# 용산 상가 붕괴 사고
용산 상가 붕괴 사고는 2018년 6월 3일 서울특별시 용산구의 4층 규모의 상업시설이 붕괴된 사고이다.

## 원인
해당 건물은 1966년에 지어진 오래된 상가 건물로 52년이 지난 지금 현재 시간이 지나면서 사고가 일어나기 한달전에 이미 붕괴조짐이 보였다. 하지만 이 문제에 대해 용산구청에 수차례 민원과 이의를 제기했지만 모르쇠로 일관해 붕괴같은 참사가 벌어진것이다. 심지어 이번 붕괴 사고가 난 건물의 경우 위험시설물로 관리하지가 않아 구청 안전업무에 도마에 오르기도 하였다.

## 피해
이 사고로 60대 여성이 탈출하기 위해 밖으로 빠져나오려다가 건물더미에 맞아 다리가 다치는 부상을 입었고, 상당한 재산 피해를 입었다. 다행이 식당이 일요일 영업을 하지 않아 큰 피해가 없었다.

## 여파
이번 사고로 인하여 정비구역의 노후 건물 안전에 문제가 생긴것을 알고 309곳을 긴급 안전 전수 조사를 시행하였다.
또한 경찰 수사를 위해 건물주 소환하려 했으나 현재 연락이 두절되었다고 한다.